# Салтрења (Мачерата)
Салтрења (итал. Saltregna) насеље је у Италији у округу Мачерата, региону Марке.
Према процени из 2011. у насељу је живело 47 становника. Насеље се налази на надморској висини од 261 м.